# Seyni Kountché
Seyni Kountché, né le 1er juillet 1931 à Damana Fandou et mort le 10 novembre 1987 à Paris, est un militaire et homme d'État nigérien. En 1974, il prend le pouvoir par un coup d'État, devenant chef de l'État de facto, avec le titre de président du Conseil militaire suprême jusqu'à sa mort.

## Biographie

### Origine et formation
Issu de l'ethnie Zarma, appartenant à la famille princière Zarmakoy Tondikandie, Seyni Kountché est né à Damana Fandou, dans le département de Filingué. Comme beaucoup d'enfants de troupe de l'Afrique-Occidentale française (AOF), après des études primaires à Filingué, il entre à treize ans à l'école de Kati au Mali en 1944, puis à celle de Saint-Louis au Sénégal.

### Carrière militaire
Au sein de l'armée française, il sert en Indochine et en Algérie et devient sergent en 1957. Peu après l'accession de son pays à l'indépendance le 3 août 1960, il intègre les nouvelles forces armées nigériennes et est promu lieutenant le 3 août 1961, il est l'adjoint du capitaine Balla-Arabé Chaweye.  Il est également passé par l'École de formation des officiers du régime transitoire des troupes de marine (1958-1960). Après avoir suivi l'École de formation des officiers à Paris, il devient chef-d'état major adjoint des forces armées nigériennes en 1965, puis chef d'état-major en 1973, succédant à Balla-Arabé.
Pendant cette période, le Niger, pays nouvellement indépendant doit faire face à de nombreux problèmes économiques et politiques. Le pays est alors gouverné par un parti unique mené par Hamani Diori. Le parti d'opposition (Sawaba de Djibo Bakary) est interdit. Une grave sècheresse dure de 1968 à 1974 menant à une famine catastrophique. Le gouvernement en place ne peut pas mettre en application les réformes nécessaires pour faire face à la famine. En effet, l'économie du pays demeure faible en dépit de l'exploitation des grandes réserves d'uranium à Arlit dans le nord du pays, tandis que des ministres du gouvernement détournent les stocks d'aide alimentaire envoyés par la croix rouge et d'autres aides humanitaires.

### Un régime militaire autoritaire
Le 15 avril 1974, Kountché arrive au pouvoir par un coup d'État.
Des tentatives de coups d'État marquent les cinq premières années du régime de Kountché, en août 1975, puis en mars 1976 et en octobre 1983. Les instigateurs de ces putschs manqués sont le commandant Bayere Moussa et Ahmed Moudour, secrétaire général de l'Union des travailleurs nigériens. La tentative de coup d'État de 1983 est perpétrée par son homme-lige, Amadou Oumarou dit « Bonkano ». Tous échouent.
Kountché, désireux d'ouvrir le gouvernement aux civils, permet à quatre d'entre eux de devenir secrétaires d'État au gouvernement lors du remaniement de juin 1975. Il augmente également leur nombre au sein du CMS en 1981. En 1982, des préparations sont entreprises pour former une constitution du gouvernement. Le 23 janvier 1983, un Premier ministre civil, Oumarou Mamane, est nommé.
En janvier 1984, il établit une commission pour rédiger un document pré-constitutionnel nommé charte nationale, qui a été approuvé plus tard dans un référendum. La charte prévoit la création d'établissements non-électifs et consultatifs aux niveaux national et local. Malgré l'ouverture de l'État aux civils, le régime reste fortement militaire, « policier » et les droits de l'homme sont souvent violés.
Grâce à la manne de l'uranium, les salaires des travailleurs connaissent une légère augmentation. Malgré tout, des efforts d'ajustements économiques sont empêchés par la répétition de la sécheresse en 1984-1985 et par la fermeture de la frontière avec le Nigéria de 1984 à 1986. La dépendance du pays à l'égard de l'aide alimentaire et financière extérieure augmente et des relations importantes se nouent avec les États-Unis.
C'est à cette période que des tensions s'installent avec la Libye, le Niger accusant Mouammar Kadhafi, d'encourager et d'aider les Touaregs à prendre les armes contre le régime de Kountché. En mai 1985, des incidents éclatent entre l'armée nigérienne et des Touaregs à Tchin-Tabaraden.
Jusqu'à sa mort, malgré plusieurs tentatives de coups d'État, le général Seyni Kountché aura régné en maître absolu de l'État et des Forces armées, concentrant entre ses mains les trois fonctions les plus importantes du pays puisqu'il était chef de l'État, ministre de l'Intérieur et ministre de la Défense.
Vers la fin de l'année 1983, il commence à avoir des problèmes de santé qui s'aggravent. Il meurt le 10 novembre 1987 d'une tumeur au cerveau à l'hôpital parisien de la Pitié-Salpêtrière. Le général Ali Saïbou, chef d'état-major de Kountché, lui succède à la tête de l'État, nommé par le CMS.

## Décorations
- Chevalier de l'Ordre national du Mérite de la république de Guinée